# 아시나 세이
아시나 세이(芦名 星, 1983년 11월 22일 ~ 2020년 9월 14일)는 일본의 배우였다. 패션 모델 출신이며 본명은 이가라시 아야(五十嵐 彩)이다.
후쿠시마현 고리야마시 출신이며 소속사는 호리프로이다. 히노데 여자 고등학교를 졸업했다.
2020년 9월 14일 도쿄 신주쿠 자택에서 자살로 사망하였다.

## 출연

### 드라마
- Stand Up!! (2003년)
- 스완의 바보!: 용돈 3만 엔의 사랑 (2007년)
- 블러디 먼데이 (2008년)
- 기라기라 (2008년)
- 사루 록 (2009년)
- 언터처블 (2009년)
- 장미빛 성전: 30세 두 아이의 엄마, 모델이 되다 (2011년)
- 전업주부탐정~나는 그림자 (2011년)
- 개척자들 (2012년)
- 클레오파트라인 여자들 (2012년)
- 야에의 벚꽃 (2013년)
- 파트너 19 (2020년, 유작)

### 영화
- 2008년 《실크》
- 2009년 《가무이 외전》
- 2009년 《악몽의 엘리베이터》
- 2010년 《사루 록 더 무비》
- 2010년 《고양이 택시》
- 2010년 《왕게임》
- 2010년 《나나세 다시 한 번》
- 2011년 《하드 로맨티커》
- 2018년 《우리들의 완벽한 세계》 - 나가사와 아오이 역
- 2018년 《불능범》 - 유메하라 리사 역